# Chickee

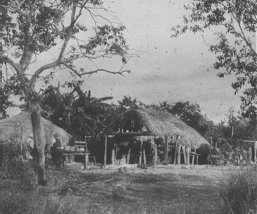
Chickee

Ein Chickee, Chiki oder Tschiki ist eine Art Pfahlhütte, die von den Seminolen in Florida entwickelt wurde. Chiki ist das Seminolenwort für ‚Haus‘. Der Architekturstil der Chikis – Palmblätterdach auf Sumpfzypressenpfählen – wurde im frühen 19. Jahrhundert erfunden, als die Seminolen, von US-Truppen verfolgt, schnelle, leichte Behausungen brauchten, um schnell fliehen zu können. In einem Schlaf- und Arbeits-Chiki wurden auch erhöhte hölzerne Plattformen eingebaut, was einerseits der Kühlung und andererseits dem Schutz vor Kleingetier und Fluten diente. Jedes Chiki hatte seinen eigenen Zweck (Kochen, Schlafen, Essen, Arbeiten). Zusammengenommen bildeten sie organisierte, fast kommunenähnliche Dörfer.

## Chikis in der modernen Zeit
Chikis werden heute noch vom Stamm der Mikasuki (Miccosukee) in den Everglades erbaut. Wohlhabende Bewohner Südfloridas errichten gerne chickiähnliche Hütten als Zierde für Garten oder Pool.
Chickis werden auch in den abgelegenen Gegenden des Everglades-Nationalparks gebaut, wo Mangrovensümpfe und große Seen das Campen auf trockenem Boden verhindern. Sie wurden vor allem für Outdoor-Camper errichtet; ihre Plattform befindet sich mindestens einen Meter über dem Wasser und bietet bequem Platz für vier bis fünf Camper. Sie enthalten auch transportable Toilettenanlagen. Manche „Doppelchickis“ werden durch Stege verbunden und können acht bis zehn Personen beherbergen.